# Kanton Gardanne
Kanton Gardanne is een kanton van het Franse departement Bouches-du-Rhône. Het kanton maakt deel uit van het arrondissement Aix-en-Provence.

## Gemeenten
Het kanton Gardanne omvatte tot 2014 de volgende 4 gemeenten:
- Bouc-Bel-Air
- Gardanne (hoofdplaats)
- Mimet
- Simiane-Collongue

Na de herindeling van de kantons door het decreet van 27 februari 2014, met uitwerking op 22 maart 2015, omvat het kanton volgende gemeenten:
- Gardanne (hoofdplaats)
- Mimet
- Les Pennes-Mirabeau
- Septèmes-les-Vallons
- Simiane-Collongue